# János második levele

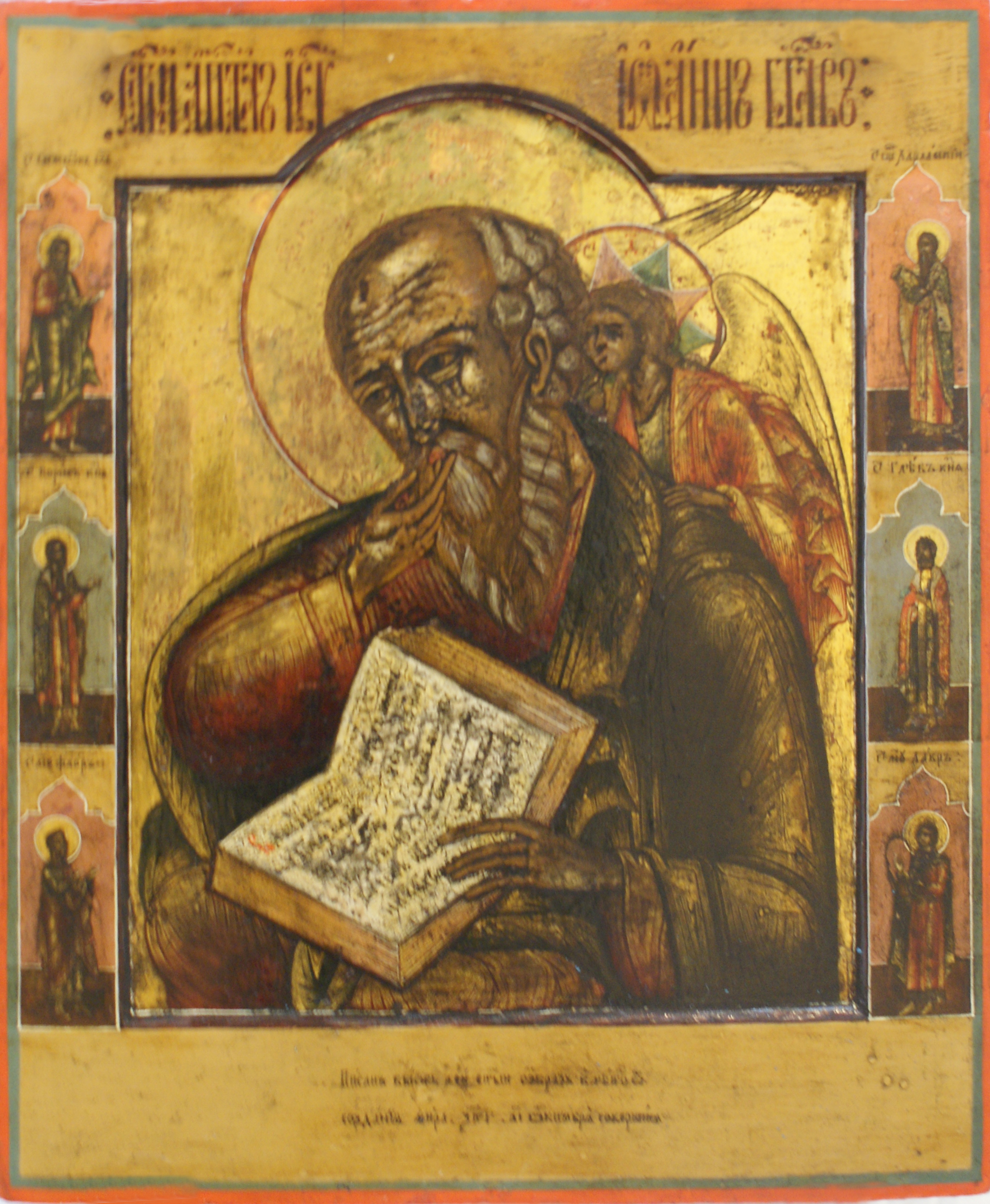
Szent János elmélkedik - ikon Belorusszia

János második levele az egyike a hét azon katolikus levélnek, amelyek bekerültek a bibliai kánonba, az Újszövetségbe. Nem egy meghatározott egyházközösségnek szól, azonban valamely közösség „Úrnője és gyermekei”.

## A szerző
A bevezetésben csak „öreg”-nek (presbiter) nevezi magát. A János első levele témában és stílusban hasonlóságot mutat János evangélista stílusával. Ez a levél viszont nem olyan szenvedélyes, és a Bibliában található legrövidebb írás. A szerzőségében nem volt egyértelmű álláspont, ezért már Órigenésznek, Szent Jeromosnak, Kaiszareiai Euszebiosznak is nehézségei voltak a levéllel kapcsolatban. 
A mai bibliakutatók nem János apostolnak tulajdonítják. Egyesek szerint bizonyosnak vehető, hogy egy „jánosi iskolából” való.

## A levél szerkezete
- Bevezetés - 1.-3.
- A szeretet parancsa - 4.- 6.
- Óvás a tévtanítóktól - 7.-11.
- Befejezés - 12.-13.

## Tartalma
- Egy egyházközség ki van téve hamis tanítók működéseinek. A szeretet parancsáról ír, melyről tudja hogy nem először hall az Úrnő. Örömét fejezi ki, hogy talált a gyermekei közt, aki az Atyától kapott parancsok szerint igazságban él.
- A főrészben megtudjuk a levél célját, óva int a csalóktól akik tagadják, hogy Jézus testben jött volna el. Ezután figyelmezteti a közösséget, hogy ne veszítsék el amit egyszer már megszereztek. Mert ha kitartanak az Atyát és a Fiút is magáénak tekinthetik. Aki nem ezekkel a tanítással megy hozzájuk ne is köszönjenek neki, mert ha igen úgy az részese a gonosz tetteiben.
- Befejezésben személyes találkozót ígér, evvel magyarázza rövidségét. Záró mondatban átadja a címzett nővérének gyermekeinek üdvözletét.
- Fontos szempont még a megértésben, hogy a megszólított asszony, "Úrnő" jelképes kijelentés. A Bibliában visszatérően az egyház szimbóluma. A tiszta asszony a hűséges egyház, a parázna asszony az Urához, Jézus Krisztushoz hűtlen egyház, gyülekezet jelképe. Az idősödő apostol szeretetteljes óvással fordul a hívő néphez, hogy "tartsa meg, ami nála van", és őrizze a nyáj aklának ajtaját a "rablóktól és béresektől".